# تيد جودوين
تيد جودوين هو رسام كندي، ولد في 13 أغسطس 1933 في كالغاري في كندا، وتوفي بنفس المكان في 4 يناير 2013 بسبب نوبة قلبية.